# خالد جلال (لاعب كرة قدم)
خالد جلال (مواليد 5 أبريل 1991) لاعب كرة قدم إماراتي يجيد اللعب في الوسط مع نادي النصر في دوري الخليج العربي الإماراتي .

## مسيرة اللاعب
كانت بداياته مع نادي الوحدة و انتقل إلى نادي النصر عام 2015 و أعير إلى نادي خورفكان في صيف 2020.

## روابط خارجية
- خالد جلال على موقع Soccerway.com (الإنجليزية)